# Raquel Pennington
Raquel Pennington (Colorado Springs, 5 settembre 1988) è una lottatrice di arti marziali miste statunitense. 
Attualmente combatte nella divisione dei pesi gallo per la promozione UFC, dove è l'attuale campionessa. In precedenza ha militato nell'organizzazione femminile Invicta FC.

## Biografia
Raquel Pennington è nata a Colorado Springs, negli Stati Uniti, da padre statunitense e madre di origine messicana. Dimostra sin da giovane una propensione per lo sport, praticando numerose discipline quali pallacanestro, pallavolo, softball e pugilato. Nel 2007 ottiene un diploma presso la Harrison High School, grazie all'ottenimento di borse di studio accademico-sportive. Più tardi si iscrive alla University of Colorado Colorado Springs con la speranza di divenire una dottoressa, dovendo al contempo interrompere le sue attività sportive a causa di un infortunio alla schiena.
Nel corso della sua carriera nelle arti marziali miste si è dichiarata apertamente lesbica. È sposata con la collega Tecia Torres.

## Carriera nelle arti marziali miste

### Ultimate Fighting Championship
Dopo essersi messa in mostra nel reality show The Ultimate Fighter, la Pennington compie il suo debutto per la UFC contro Roxanne Modafferi il 30 novembre 2013, in occasione dell'evento The Ultimate Fighter 18 Finale. Si aggiudica la vittoria per decisione unanime (30-27, 30-27, 29-28).
Per la sua prossima sfida la ragazza di Colorado decide di sostituire l'infortunata Julianna Peña contro Jéssica Andrade, il 15 marzo 2014 in occasione di UFC 171. A seguito di un match assai acceso viene sconfitta per decisione non unanime.
Il 6 dicembre seguente era in procinto di sfidare la futura campionessa dei gallo Holly Holm a UFC 181, ma quest'ultima si ritira dalla contesa un mese prima a causa di un infortunio al collo. La Holm viene così sostituita dalla nuova arrivata Ashlee Evans-Smith, la quale verrà sconfitta dalla Pennington via sottomissione (bulldog choke) al termine del round d'apertura. Ciò le consente di diventare solamente la quarta lottatrice nella storia della UFC a vincere un incontro con questa manovra.
La sfida con Holly Holm si materializza infine il 15 febbraio 2015 all'evento UFC 184. Ne esce sconfitta via decisione non unanime dopo tre round.
Il 5 settembre seguente avrebbe dovuto combattere Liz Carmouche a UFC 191, ma quest'ultima viene sostituita da Jéssica Andrade prima dell'evento. Questa volta sarà la nativa di Colorado a prevalere, tramite sottomissione alla seconda ripresa.

## Risultati nelle arti marziali miste
| Risultato | Record | Avversario           | Metodo                           | Evento                                                 | Data              | Round | Tempo | Città                       | Note                                                                    |
| --------- | ------ | -------------------- | -------------------------------- | ------------------------------------------------------ | ----------------- | ----- | ----- | --------------------------- | ----------------------------------------------------------------------- |
| Sconfitta | 16-9   | Julianna Peña        | Decisione (non unanime)          | UFC 307                                                | 5 ottobre 2024    | 5     | 5:00  | Salt Lake City, Stati Uniti | Perde il titolo dei pesi gallo femminili UFC                            |
| Vittoria  | 16-8   | Mayra Bueno Silva    | Decisione (unanime)              | UFC 297                                                | 20 gennaio 2024   | 5     | 5:00  | Toronto, Canada             | Vince il titolo vacante dei pesi gallo femminili UFC                    |
| Vittoria  | 15-8   | Ketlen Vieira        | Decisione (non unanime)          | UFC Fight Night: Strickland vs. Imavov                 | 14 gennaio 2023   | 3     | 5:00  | Las Vegas, Stati Uniti      |                                                                         |
| Vittoria  | 14-8   | Aspen Ladd           | Decisione (unanime)              | UFC 273                                                | 9 aprile 2022     | 3     | 5:00  | Jacksonville, Stati Uniti   | Ritorno nei pesi gallo                                                  |
| Vittoria  | 13-8   | Macy Chiasson        | Sottomissione (ghigliottina)     | UFC Fight Night: Lewis vs. Daukaus                     | 18 dicembre 2021  | 2     | 3:07  | Las Vegas, Stati Uniti      | Debutto nei pesi piuma (incontro catchweight). Chiasson manca il peso   |
| Vittoria  | 12-8   | Pannie Kianzad       | Decisione (unanime)              | UFC Fight Night: Smith vs. Spann                       | 18 settembre 2021 | 3     | 5:00  | Las Vegas, Stati Uniti      |                                                                         |
| Vittoria  | 11-8   | Marion Reneau        | Decisione (unanime)              | UFC on ESPN: Blaydes vs. Volkov                        | 20 giugno 2020    | 3     | 5:00  | Las Vegas, Stati Uniti      |                                                                         |
| Sconfitta | 10-8   | Holly Holm           | Decisione (unanime)              | UFC 246                                                | 18 gennaio 2020   | 3     | 5:00  | Las Vegas, Stati Uniti      |                                                                         |
| Vittoria  | 10-7   | Irene Aldana         | Decisione (split)                | UFC on ESPN: dos Anjos vs. Edwards                     | 20 luglio 2019    | 3     | 5:00  | San Antonio, Stati Uniti    |                                                                         |
| Sconfitta | 9-7    | Germaine de Randamie | Decisione (unanime)              | UFC Fight Night: Korean Zombie vs. Rodríguez           | 10 novembre 2018  | 3     | 5:00  | Denver, Stati Uniti         | Pennington manca il peso                                                |
| Sconfitta | 9-6    | Amanda Nunes         | Ko tecnico                       | UFC 224                                                | 12 maggio 2018    | 5     | 2:36  | Rio de Janeiro, Brasile     | Per il titolo pesi gallo femminili UFC.                                 |
| Vittoria  | 9-5    | Miesha Tate          | Decisione (unanime)              | UFC 205                                                | 12 novembre 2016  | 3     | 5:00  | New York City, Stati Uniti  |                                                                         |
| Vittoria  | 8-5    | Elizabeth Phillips   | Decisione (unanime)              | UFC 202                                                | 20 agosto 2016    | 3     | 5:00  | Las Vegas, Stati Uniti      |                                                                         |
| Vittoria  | 7-5    | Bethe Correia        | Decisione (spilt)                | UFC on Fox: Teixeira vs. Evans                         | 16 aprile 2016    | 3     | 5:00  | Florida, Stati Uniti        |                                                                         |
| Vittoria  | 6-5    | Jéssica Andrade      | Sottomissione (rear-naked choke) | UFC 191                                                | 5 settembre 2015  | 2     | 4:58  | Las Vegas, Stati Uniti      | Performance of the Night                                                |
| Sconfitta | 5-5    | Holly Holm           | Decisione (split)                | UFC 184                                                | 28 febbraio 2015  | 3     | 5:00  | Los Angeles, Stati Uniti    |                                                                         |
| Vittoria  | 5-4    | Ashlee Evans-Smith   | Sottomissione (bulldog choke)    | UFC 181                                                | 6 dicembre 2014   | 1     | 4:59  | Las Vegas, Stati Uniti      |                                                                         |
| Sconfitta | 4-4    | Jéssica Andrade      | Decisione (split)                | UFC 171                                                | 15 marzo 2014     | 3     | 5:00  | Dallas, Stati Uniti         |                                                                         |
| Vittoria  | 4-3    | Roxanne Modafferi    | Decisione (unanime)              | The Ultimate Fighter: Team Rousey vs. Team Tate Finale | 30 novembre 2013  | 3     | 5:00  | Las Vegas, Stati Uniti      |                                                                         |
| Sconfitta | 3-3    | Leslie Smith         | Decisione (unanime)              | Invicta FC: Esparza vs. Hyatt                          | 5 gennaio 2013    | 3     | 5:00  | Kansas City, Stati Uniti    |                                                                         |
| Sconfitta | 3-2    | Cat Zingano          | Sottomissione(rear-naked choke)  | Invicta FC: Penne vs. Sugiyama                         | 6 ottobre 2012    | 2     | 3:32  | Kansas City, Stati Uniti    |                                                                         |
| Vittoria  | 3-1    | Raquel Pa'aluhi      | Decisione (unanime)              | Destiny MMA: Na Koa 1                                  | 8 settembre 2012  | 1     | 3:52  | Honolulu, Stati Uniti       | vinto il Destiny MMA World / Hawaiian Islands Bantamweight Championship |
| Vittoria  | 2-1    | Sarah Moras          | Sottomissione (rear-naked choke) | Invicta FC: Baszler vs. McMann                         | 28 luglio 2012    | 3     | 5:00  | Kansas City, Stati Uniti    |                                                                         |
| Sconfitta | 1-1    | Tori Adams           | Decisione (unanime)              | RMBB/TB: A Champion's Quest                            | 22 giugno 2012    | 3     | 5:00  | Sheridan, Stati Uniti       |                                                                         |
| Vittoria  | 1-0    | Kim Couture          | Ko tecnico                       | MFP: Vengeance                                         | 13 marzo 2012     | 2     | 2:25  | Casper, Stati Uniti         |                                                                         |